# Santa Bibiana
Santa Bibiana är en kyrkobyggnad i östra Rom, helgad åt den heliga Bibiana, en jungfrumartyr på 300-talet. Kyrkan är belägen vid Via Giovanni Giolitti i Rione Esquilino och tillhör församlingen Santa Bibiana.
Kyrkan konsekrerades år 467 av påven Simplicius och restaurerades av Honorius III år 1224. År 1624 fick Bernini i uppdrag av Urban VIII att rita en ny fasad. Bernini har även utfört skulpturen föreställande titelhelgonet (1624–1626).
Pietro da Cortona och Agostino Ciampelli har utfört interiörens freskcykler.